# José María Gallardo
José María Alfonso Félix Gallardo, más conocido como José María Gallardo (Provincia de Buenos Aires, Argentina - 1 de agosto de 1925 – 12 de octubre de 1994), fue un zoólogo argentino con especialización en herpetología. Además fue un naturalista de vasta cultura, y profesor secundario y universitario. Entre su abundante trabajo, difundido en libros y artículos herpetológicos, destaca principalmente la descripción para la ciencia de numerosos taxones de anfibios de nivel de subespecífico, específico y genérico. Fue director por más de 20 años (hasta su fallecimiento) del Museo Argentino de Ciencias Naturales “Bernardino Rivadavia” (MACN), de Buenos Aires.

## Biografía
Nació en la provincia de Buenos Aires el 1 de agosto de 1925. Era hijo de María Luisa Demarchi, cuyo padre, Alfredo Demarchi, fue el segundo director que tuvo el Museo Argentino de Ciencias Naturales; y de Ángel Gallardo, una personalidad multifacética que fue ingeniero civil, ministro de Relaciones exteriores y culto, antropólogo, zoólogo, presidente de la Sociedad Científica Argentina, docente y rector de la Universidad de Buenos Aires.
Ya desde pequeño José María Gallardo mostró una decidida inclinación por la naturaleza. Logró hacer de su vocación una profesión en 1950 al alcanzar la licenciatura en Ciencias Naturales —con orientación en Biología—. En la Universidad de Harvard (Estados Unidos) trabajó como investigador asociado, al mismo tiempo en que se especializó. Alcanzó el doctorado en el año 1983. Sus primeras investigaciones las hizo en la localidad de Bella Vista, partido de San Miguel, en la zona noroeste del Gran Buenos Aires, zona que en aquella época aún presentaba humedales con abundancia de anfibios. Más tarde recorrería un área serrana semidesértica de la provincia de La Pampa, ya que en el año 1943 su tío compró un campo ganadero e instaló allí una gran casona, denominando al predio “estancia Santa María de Lihué Calel”. Estas tierras fueron en 1964 expropiadas por el gobierno provincial para finalmente en 1976 ser cedidas al gobierno nacional, quien constituyó allí el parque nacional Lihué Calel. Las ruinas del antiguo casco de la estancia de los Gallardo son uno de los atractivos turísticos del área protegida.
José María se especializó en herpetología, principalmente en anfibios y saurios, publicando decenas de artículos, en los que describió una subfamilia, un género y otros 11 taxones. Trabajó especialmente en la Argentina.
Fue el titular de la cátedra de Vertebrados de la Facultad de Ciencias Exactas y Naturales (FCEN) de la Universidad de Buenos Aires. Investigador principal del Consejo Nacional de Investigaciones Científicas y Técnicas (CONICET). Además, fue miembro de numerosas entidades culturales y científicas, por ejemplo, fue vicepresidente de la Asociación Herpetológica Argentina (AHA) durante los primeros 10 años de la misma, acompañando al herpetólogo belga Raymond Ferdinand Louis-Philippe Laurent. También fue asesor científico honorario de la Administración de Parques Nacionales de la Argentina, miembro fundador y presidente del Comité Científico de la Fundación Vida Silvestre Argentina y, al igual que lo fuera su abuelo, presidente de la Sociedad Científica Argentina.
Su labor en el Museo de Ciencias Naturales “Bernardino Rivadavia”
Desde el 1946, y hasta su muerte, José María Gallardo se relacionó con el Museo Argentino de Ciencias Naturales “Bernardino Rivadavia” (MACN). Primero como ayudante de
laboratorio, más tarde como Jefe de la sección “Anfibios”. En octubre de 1971 fue nombrado a cargo de la dirección, ante el pedido de licencia por enfermedad de su titular, el doctor Maximiliano Birabén, quien renunció el 31 de mayo de 1972, por lo cual Gallardo pasó a ser director titular de la entidad científica, como resultado de un concurso público. Mientras él era su director, mediante el decreto 1017 del 3 de abril de 1984, el museo fue transferido a la órbita de la Secretaría de Ciencia y Técnica (SECYT). Durante su gestión, Gallardo fue transformando la sala principal del museo, tradicionalmente dedicada a los mamíferos del Pleistoceno, hacia la exhibición de los gigantescos dinosaurios que se exhumaban en la Argentina, con la conducción del paleontólogo José Bonaparte, quien era el descriptor de esas mismas especies. Gallardo permaneció en su cargo hasta su fallecimiento, el 12 de octubre de 1994.

## Honores
Eponimia
Epónimos dedicados a José María Gallardo:
- El ave: Podiceps gallardoi Rumboll, 1974;
- El anfibio: Rhinella gallardoi (Carrizo, 1992);
- El saurio: Liolaemus gallardoi Cei & Scolaro, 1982;
- El saurio: Urostrophus gallardoi Etheridge & Williams, 1991.

### Autor de nuevos taxones
Anfibios
- Batrachylidae
- Melanophryniscus
- Alsodes gargola
- Atelognathus patagonicus
- Crossodactylus schmidti
- Pseudis boliviana
- Pseudis platensis
- Lysapsus caraya
- Rhinella fernandezae
- Rhinella humboldti
- Rhinella gnustae
- Rhinella quechua
- Telmatobius atacamensis

Reptiles
- Ophiodes yacupoi
- Pristidactylus achalensis
- Pristidactylus casuhatiensis
- Pristidactylus araucanus
- Kentropyx lagartija

## Algunas publicaciones
Gallardo publicó varios libros y 65 artículos científicos sobre reptiles y anfibios. Describió géneros, especies y subespecies, además numerosas primeras citas para la herpetofauna argentina.

### Artículos científicos
- Gallardo, J. M. (1956). Tortuga acuática Hydromedusa tectifera Cope en cautividad. Ichthys 1: 183-188.
- Gallardo, J. M. (1957). Las subespecies argentinas de Bufo granulosus Spix. Revista del Museo Argentino de Ciencias Naturales Bernardino Rivadavia (Serie Zoológica) 3 (6): 337–374.
- Gallardo, J. M. (1958). Observaciones sobre el comportamiento de algunos anfibios argentinos. Ciencia e investigación, 14(7), 291-302.
- Gallardo, J. M. (1958). Observaciones biológicas sobre Leptodactylus prognathus Boulenger. Ciencia e investigación, 14(10-11), 460-465.
- Gallardo, J. M. (1961). Hyla strigilata Spix e Hyla squalirostris A. Lutz en la República Argentina; y algunas observaciones sobre otros anfibios del grupo Hyla rubra Daudin. Com. del Museo Argentino de Ciencias Naturales "Bernardino Rivadavia", Zoología. 3 (5): 145-158.
- Gallardo, J. M. (1961). Nuevo género de Brachicephalidae (Amphibia, Anura). Neotrópica 7 (24): 71-72.
- Gallardo, J. M. (1961). La ubicación sistemática y distribución geográfica de Brachycephalidae argentinos. Actas de la primera Reunión de Trabajos y Comunicaciones de Ciencias naturales y Geografía del Litoral argentino, pp. 205–212; Santa Fe, Argentina (Universidad nacional del Litoral).
- Gallardo, J. M. (1961). Anfibios anuros de Misiones con la descripción de una nueva especie de Crossodactylus. – Neotropica 7 (22): 33–38.
- Gallardo, J. M. (1961). On species of Pseudidae. Bull. Mus. Comp. Z00l., 1251108-134.
- Gallardo, J. M. (1961). Panorama zoológico argentino: batracios y reptiles. PHYSIS 22: 171-180.
- Gallardo, J. M. (1961). Three New Toads from South America: Bufo Manicorensis Bufo Spinulosus Altiperuvianus and Bufo Quechua. The Museum.
- Gallardo, J. M. (1962). A propósito de Bufo variegatus (Günther), sapo del bosque húmedo antartándico, y las otras especies de Bufo neotropicales. Physis, 23(64), 93-102.
- Gallardo, J. M. (1962). Los géneros “Elipsophus” y “Batiuchyla”. Revista del Museo Argentino de Ciencias Naturales" Bernardino Rivadavia" e Instituto Nacional de Investigación de las Ciencias Naturales: Ciencias zoológicas, 8, 101.
- Gallardo, J. M. (1963). Observaciones biológicas sobre Odontophrynus americaunus (D. et B.). Ciencia e Investigación 19: 177-186.
- Gallardo, J. M. (1964). Consideraciones sobre Leptodactylus ocellatus (L.) (Amphibia, Anura) y especies aliadas. Physis. 24 (68): 373-384.
- Gallardo, J. M. (1964). "Leptodactylus gracilis" (D. et B.) y especies aliadas (Amphibia, Anura). . Revista del Museo Argentino de Ciencias Naturales "Bernardino Rivadavia" , Serie Zoología. 9 (3): 38-57.
- Gallardo, J. M. (1964). "Leptodactylus prognathus" Boul. y "Leptodactylus mistacynus" (Burm.) con sus respectivas especies aliadas (Amphibia, Leptodactylidae del grupo "cavicola"). Revista del Museo Argentino de Ciencias Naturales "Bernardino Rivadavia" , Serie Zoología. 9 (5): 91-121.
- Gallardo, J. M. (1964). Los anfibios de la provincia de Entre Ríos, Argentina, y algunas notas sobre su distribución geográfica y ecología. Neotropica 31: 23-28.
- Gallardo, J. M. (1965). The species Bufo granulosus Spix (Salientia: Bufonidae) and its geographic variation. Bulletin of the Museum of Comparative Zoology, 134(4), 107-138.
- Gallardo, J. M. (1965). Una nueva subespecie chaqueña Bufo arenarum chaquar (Amphibia: Bufonidae). Neotropica, Buenos Aires, 11(36), 84-88.
- Gallardo, J. M. (1965). Especiación en tres Bufo neotropicales (Amphibia, Anura). Papéis avulsos do Departamento de Zoología, Secretaria Da Agricultura. São Paulo. 17: 57–75.
- Gallardo, J. M. (1965). Consideraciones zoogeográficas y ecológicas sobre los anfibios de la provincia de La Pampa, Argentina. – Revista del Museo argentino de Ciencias naturales “Bernardino Rivadavia” (Serie Ecología) 1 (2): 57–77.
- Gallardo, J. M. (1965). Las especies bonaerenses de pequeño tamaño del género Physalaemus Fitzinger (Amphibia, Leptodactylidae). Neotrópica 11 (34): 27-37.
- Gallardo, J. M. (1966). Zoogeografía de los anfibios chaqueños. Physis 26 (71): 67-81.
- Gallardo, J. M. (1967). Bufo gnustae sp. nov. del grupo de B. ockenderi Boulenger, hallado en la provincia de Jujuy, Argentina. Neotropica, 13, 54-56.
- Gallardo, J. M. (1967). Un nuevo nombre para Bufo granulosus minor Gallardo. Neotropica, 13(41), 56.
- Gallardo, J. M. (1968). Relaciones zoogeográficas de la fauna batracológica del oeste de la provincia de Santa Fe (Argentina). Comun. Mus. Arg. Cienc. Nat. Ecología 1: 1-13.
- Gallardo, J. M. (1968). Observaciones biológicas sobre Pseudopaludicola falcipes (Hensel), (Anura, Leptodactylidae). Ciencia e Investigación 24 (9): 411-419.
- Gallardo, J. M. (1968). Sobre la validez de algunas especies Argentinas de Pleurodema (Anura, Leptodactylidae). Physis 28 (76): 135-144.
- Gallardo, J. M. (1969). La distribución de las subespecies de Bufo granulosus Spix: su fidelidad a los sistemas hidrográficos sudamericanos. Ciencia e investigación, 25(9), 406-416.
- Gallardo, J. M. (1970). Estudio ecológico sobre los anfibios y reptiles del sudoeste de la provincia de Buenos Aires, Argentina. Revista del Museo Argentino de Ciencias Naturales" Bernardino Rivadavia" e Instituto Nacional de Investigación de las Ciencias Naturales: Zoología, 10. (3): 27-63.
- Gallardo, J. M. (1972). Anfibios de la Provincia de Buenos Aires. Ciencia e Investigación. 28 (2 y 1) 1-60.
- Gallardo, J. M. (1974). Origen de las faunas sudamericanas de anfibios. – Revista del Museo argentino de Ciencias naturales “Bernardino Rivadavia” (Serie Zoología) 4 (4): 17–32.
- Gallardo, J. M. (1979). Composición, distribución y origen de la herpetofauna chaqueña. – In: Duellman, W. E. (ed.): The South American herpetofauna: its origin, evolution, and dispersal; Kansas, USA (University of Kansas, Museum of natural History – Monography). (7): 299-307.
- Gallardo, J. M. (1980). Estudio ecológico sobre los anfibios y reptiles del noroeste de la provincia de Buenos Aires (Argentina). Actas de la I Reunión Iberoamericana de Zoología. La Rábida, España. 1977. 331-349 pp.
- Gallardo, J. M. (1982). Anfibios y reptiles del parque nacional El Palmar de Colón, Provincia de Entre Ríos. Revista del Museo Argentino de Ciencias Naturales "Bernardino Rivadavia". Publicación Extra. An. Parques Nac., 15: 65-75.
- Gallardo, J. M. (1985). La existencia de un corredor faunístico entre la herpetofauna chaqueña y la litoral-mesopotámica. In Boletín de la Asociación Herpetológica Argentina (Vol. 2).
- Gallardo, J. M. (1986). La diversidad de la herpetofauna en la selva subtropical misionera. Anales del Museo de Historia natural de Valparaíso 17: 153–159.
- Gallardo, J. M. (1988). Una tormenta en el campo. Revista Vida Silvestrede la Fundación Vida Silvestre Argentina, N.º 21. Buenos Aires.
- Gallardo, J. M. (1993). Los anfibios de dos ecosistemas argentinos: algunas estrategias en la reproducción y el desarrollo. Boletín de la Sociedad Zoológica del Uruguay. 2ª época. 8: 33-36.

### Libros
- Gallardo, J. M. (1974). Anfibios de los Alrededores de Buenos Aires. EUDEBA/Lectores, Buenos Aires. 232 pp.
- Gallardo, J. M. (1976). El Museo Argentino de Ciencias Naturales en la Manzana de las Luces, Buenos Aires. Coni.
- Gallardo, J. M. (1977). Reptiles de los Alrededores de Buenos Aires. EUDEBA/Lectores, Buenos Aires.
- Gallardo, J. M. (1978). El doctor Max Birabén como científico y director del Museo. Physis, 38 (94): 56 y 90.
- Gallardo, J. M. (1987). Anfibios y Reptiles del Partido de Magdalena (provincia de Buenos Aires). Fundación E. Shaw de Pearson, Buenos Aires. (Artes gráficas rioplatenses) pp. 1–46.
- Gallardo, J. M. (1994). 500 años de herpetología hispanoamericana. Cuadernos de Herpetología 8: 1-11.
- Gallardo, J. M. (1994). Anfibios y Reptiles. Relatos y Leyendas, Etimologías, Usos y Abusos. Librería Agropecuaria, Buenos Aires.
- Gallardo, J. M. (1987). Anfibios argentinos. Guía para su identificación. Librería Agropecuaria. Buenos Aires. Biblioteca Mosaico, 98 pp.
- Gallardo, J. M. & De Olmedo, E. V. (1992). Anfibios de la República Argentina: Ecología y comportamiento. Fauna de agua dulce de la República Argentina. Profadu (Conicet). Museo de La Plata. 41 (1): 1-116.